# Sarah Clark

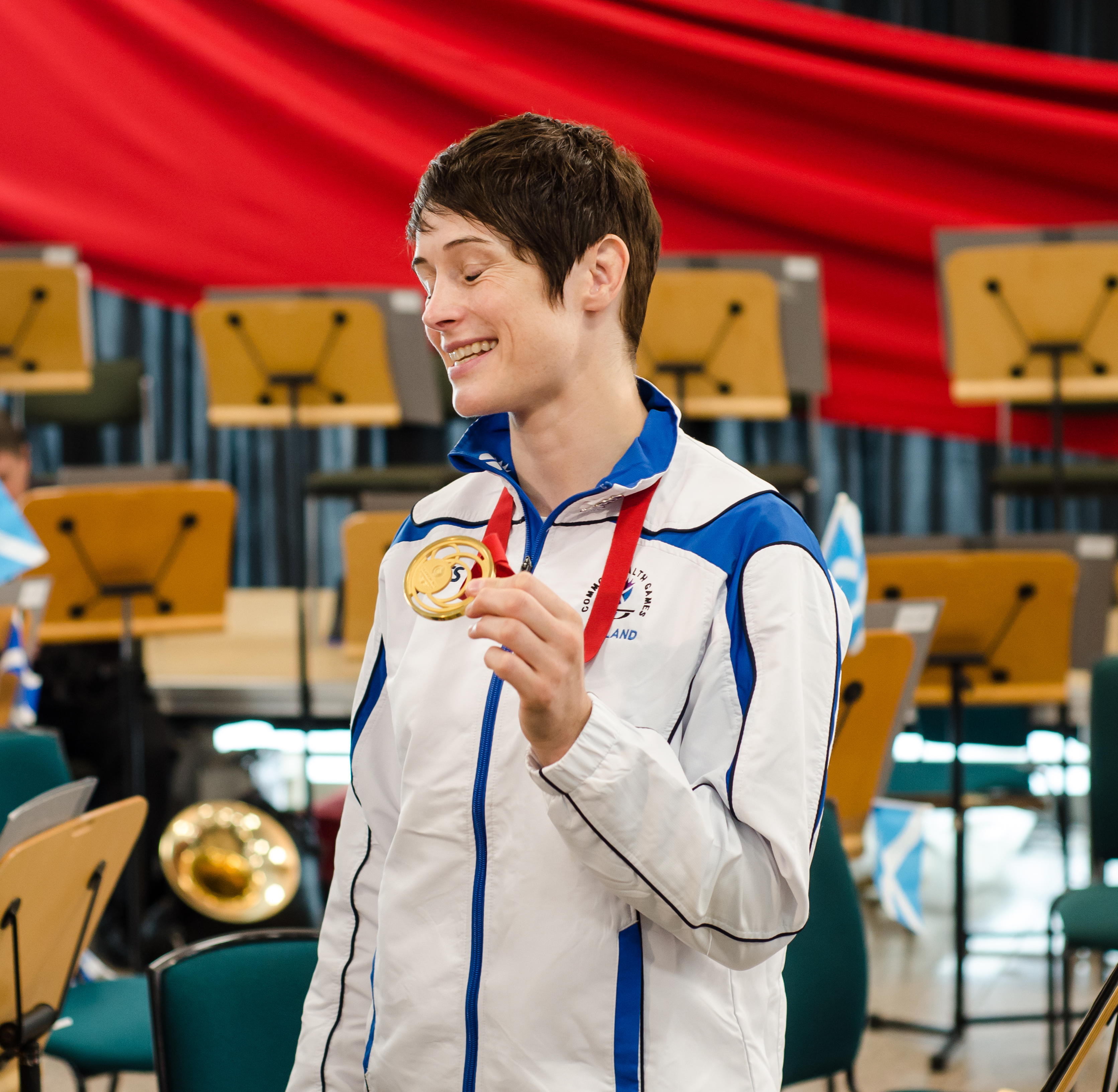
Sarah Clark mit ihrer Goldmedaille nach den Commonwealth Games 2014

Sarah Clark (* 3. Januar 1978 in Durham, England) ist eine ehemalige britische Judoka. Sie war Europameisterin 2006, Europameisterschaftszweite 2009 sowie Europameisterschaftsdritte 2004. Sie trägt den 6. Dan.

## Sportliche Karriere
Die 1,73 m große Sarah Clark siegte 1996 bei den Commonwealth Championships und belegte sowohl bei den Juniorenweltmeisterschaften als auch bei den Junioreneuropameisterschaften den siebten Platz in der Gewichtsklasse bis 66 Kilogramm. Ab 1998 kämpfte sie meist im Halbmittelgewicht, der Gewichtsklasse bis 63 Kilogramm. 1998 war sie wieder Siegerin der Commonwealth Championships. Von 1997 bis 2001 war sie fünfmal in Folge schottische Meisterin in ihrer Gewichtsklasse. Bei den Commonwealth Games 2002 unterlag sie im Finale der Engländerin Karen Roberts.
2004 erreichte Clark das Finale beim Tournoi de Paris und unterlag der Französin Lucie Décosse. Bei den Europameisterschaften 2004 in Bukarest unterlag sie zum Auftakt der Polin Aneta Szczepańska. In der Hoffnungsrunde bezwang sie unter anderem Lucie Décosse, den Kampf um Bronze gewann sie gegen die Italienerin Ylenia Scapin. Bei den Olympischen Spielen 2004 verlor Clark ihren Auftaktkampf gegen die Österreicherin Claudia Heill. In der Hoffnungsrunde schied sie gegen Ronda Rousey aus den Vereinigten Staaten aus.
2005 belegte Sarah Clark den siebten Platz bei den Europameisterschaften in Rotterdam. Bei den Weltmeisterschaften in Kairo schied sie in ihrem Auftaktkampf gegen die Nordkoreanerin Hong Ok-song aus. 2006 bei den Europameisterschaften in Tampere bezwang Clark im Viertelfinale die Slowenin Urška Žolnir, im Halbfinale die Niederländerin Elisabeth Willeboordse und im Finale die Französin Lucie Décosse. Im Jahr darauf bei den Europameisterschaften in Belgrad unterlag sie im Viertelfinale der Spanierin Sara Álvarez. Mit zwei Siegen in der Hoffnungsrunde erreichte Clark den Kampf um Bronze, den sie aber gegen Claudia Heill verlor. Bei den Weltmeisterschaften 2007 in Rio de Janeiro schied sie in der ersten Runde gegen die Chinesin Xu Lili aus. Bei den Europameisterschaften 2008 in Lissabon verlor Clark im Halbfinale gegen Lucie Décosse und im Kampf um Bronze gegen die für Israel startende Alice Schlesinger. Vier Monate später schied sie bei den Olympischen Spielen 2008 gegen Claudia Heill aus.
Die Europameisterschaften 2009 wurden in Tiflis ausgetragen. Clark besiegte im Halbfinale die Griechin Ioulieta Boukouvala, im Finale verlor sie gegen Telma Monteiro aus Portugal. Bei den Weltmeisterschaften in Rotterdam unterlag Clark in ihrem Auftaktkampf der Japanerin Kaori Matsumoto. Ein Jahr später schied sie bei den Weltmeisterschaften 2010 in Tokio in der ersten Runde gegen die Japanerin Miki Tanaka aus. Auch 2011 erreichte sie weder bei den Europameisterschaften noch bei den Weltmeisterschaften die Runde der letzten acht Kämpferinnen. 
2012 trat Clark im Leichtgewicht an. Bei den Europameisterschaften 2012 in Tscheljabinsk unterlag Clark erst im Halbfinale der Griechin Ioulieta Boukouvala. Anschließend verlor sie den Kampf um Bronze gegen die Deutsche Miryam Roper. Drei Monate später schied sie bei den Olympischen Spielen 2012 gegen die Französin Automne Pavia aus. Sarah Clark setzte ihre Karriere noch bis zu den Commonwealth Games 2014 in Glasgow fort. Dort gewann die Schottin zum Abschluss ihrer Karriere den Titel gegen Helene Wezeu Dombeu aus Kamerun.